# 丹羽洋介
丹羽 洋介（にわ ようすけ、1940年10月10日 - ）は、中国上海市生まれ、広島県広島市出身の元サッカー日本代表選手・指導者。

## 来歴
3人兄弟の末っ子。父親は上水道技師で、上海で、のち広島で水道事業に関わっている。そのため上海で生まれ、1944年4歳の時から広島で生活し、太平洋戦争末期に愛知県江南市に疎開していた。そのため広島市への原子爆弾投下からは逃れている。ただ父親は当時広島で働いており、被爆者となってしまった。
広島に戻り広島大学附属小学校へ進学するとサッカーを始める。小学校の1学年上が鬼武健二、1学年下が桑田隆幸と野村尊敬、2学年下が小城得達になる。その後広島大学附属中学校・高等学校と上がる。ただ中学では軟式テニス部に入り、高校からまたサッカー部へ入るようになった。同高校サッカー班では前述の面々の他、大島治男、桑原楽之、溝手顕正（元内閣府特命担当大臣）、川瀬隆弘（元年金積立金管理運用独立行政法人理事長）らともプレーした。同級生でサッカー班のマネージャーが山口邦明（元東京弁護士会副会長）。高校2年時に脾臓破裂の大怪我により1年間を棒に振る。高校3年生のときに第37回全国高等学校蹴球選手権大会（高校選手権）に出場して準優勝、大島・桑田とともに大会優秀選手に選ばれている。
鬼武や伊野本孝一（現西條鶴社長）ら高校の先輩に誘われる形で早稲田大学政経学部に進学、早稲田大学ア式蹴球部に入部する。監督の工藤孝一・コーチの堀江忠男に鍛えられ、川淵三郎・桑田・松本育夫・森孝慈・釜本邦茂・大野毅らと共に活躍し、1960年関東大学サッカーリーグ戦優勝を果たす。1960年に全日本(日本代表）に選抜され、同年9月親善試合対FCパフタコール・タシュケント戦で代表デビュー（Cキャップ）を果たした。
1963年、今西和男・岡光龍三らと地元東洋工業(現マツダ)へ入社、東洋工業蹴球部(のちのマツダSC、現サンフレッチェ広島F.C)へ入団した。東洋工業では桑田、小城、桑原、松本、石井義信、二村昭雄らと共に、日本リーグ（JSL）4連覇、天皇杯優勝3回に貢献。その中で丹羽は小沢通宏、今西、桑原弘之、大野毅、川野淳次、国枝強らとディフェンダー（フルバック）として活躍、1969年には全日本（日本代表）に再選抜された。1970年の天皇杯ではキャプテンを務め優勝に貢献し、翌1971年現役引退。
引退後は社員として東洋工業/マツダに務めた。入社当初は本社部品部、そして出向扱いで名古屋支社・静岡マツダ・1979年マツダオート石川代表取締役専務。石川県立金沢泉丘高等学校サッカー部コーチも務めた。1987年マツダオート長野代表取締役社長として出向、長野県自動車店協会常任理事も務めた。その後マツダ本社の広島復帰の意向があったが退社し、トヨタUグループのネッツトヨタ長野の代表取締役専務を務め、古稀を迎え2011年5月19日同社を退社する。
またマツダオート長野社長時代、「今まで培ってきた技術と知りうる情熱を少年たちに伝えたい」という心から、社屋近くにあった裾花小学校に少年サッカークラブの設立を呼びかけ、1988年に裾花フットボールクラブを設立する。1990年には長野市サッカー協会副会長、1994年には長野市サッカー協会会長を務める。2004年からは長野県サッカー協会会長となり、2010年北信越サッカー協会会長に選出され、長野県をはじめ北信越サッカーの育成に尽力する。長野県サッカー協会会長を退任後2012年7月より、AC長野パルセイロスーパーバイザーに就任。2013年から2015年までAC長野パルセイロの運営会社である長野パルセイロ・アスレチッククラブの社長を務めた。

## 個人成績
| 国内大会個人成績 | 国内大会個人成績 | 国内大会個人成績 | 国内大会個人成績 | 国内大会個人成績 | 国内大会個人成績 | 国内大会個人成績 | 国内大会個人成績 | 国内大会個人成績 | 国内大会個人成績 | 国内大会個人成績 | 国内大会個人成績 |
| 年度             | クラブ           | 背番号           | リーグ           | リーグ戦         | リーグ戦         | リーグ杯         | リーグ杯         | オープン杯       | オープン杯       | 期間通算         | 期間通算         |
| 年度             | クラブ           | 背番号           | リーグ           | 出場             | 得点             | 出場             | 得点             | 出場             | 得点             | 出場             | 得点             |
| 日本             | 日本             | 日本             | 日本             | リーグ戦         | リーグ戦         | -                | -                | 天皇杯           | 天皇杯           | 期間通算         | 期間通算         |
| ---------------- | ---------------- | ---------------- | ---------------- | ---------------- | ---------------- | ---------------- | ---------------- | ---------------- | ---------------- | ---------------- | ---------------- |
| 1965             | 東洋             |                  | JSL              | 13               |                  | -                | -                | 4                |                  |                  |                  |
| 1966             | 東洋             |                  | JSL              | 14               |                  | -                | -                | 3                |                  |                  |                  |
| 1967             | 東洋             |                  | JSL              | 14               |                  | -                | -                | 3                |                  |                  |                  |
| 1968             | 東洋             |                  | JSL              | 14               |                  | -                | -                | 3                |                  |                  |                  |
| 1969             | 東洋             |                  | JSL              | 14               |                  | -                | -                | 1                |                  |                  |                  |
| 通算             | 日本             | 日本             | JSL              | 69               | 1                | -                | -                |                  |                  |                  |                  |
| 総通算           | 総通算           | 総通算           | 総通算           | 69               | 1                | -                | -                |                  |                  |                  |                  |

## 参考資料
- 代表タイムライン - 日本サッカー協会
- 創始者の横顔 - 裾花フットボールクラブ